# Hubert Menten
Jacques Hubert Pierre François Menten (ur. 12 września 1873 w Muntok, zm. 8 maja 1964 w Zurychu) – holenderski bobsleista.
Startował na igrzyskach zimowych w 1928. Był członkiem holenderskiej piątki, która zajęła 12. miejsce z czasem 3:29,0. Jest najstarszym Holendrem w historii igrzysk zimowych.